# Sint-Nicolaaskerk (Stralsund)

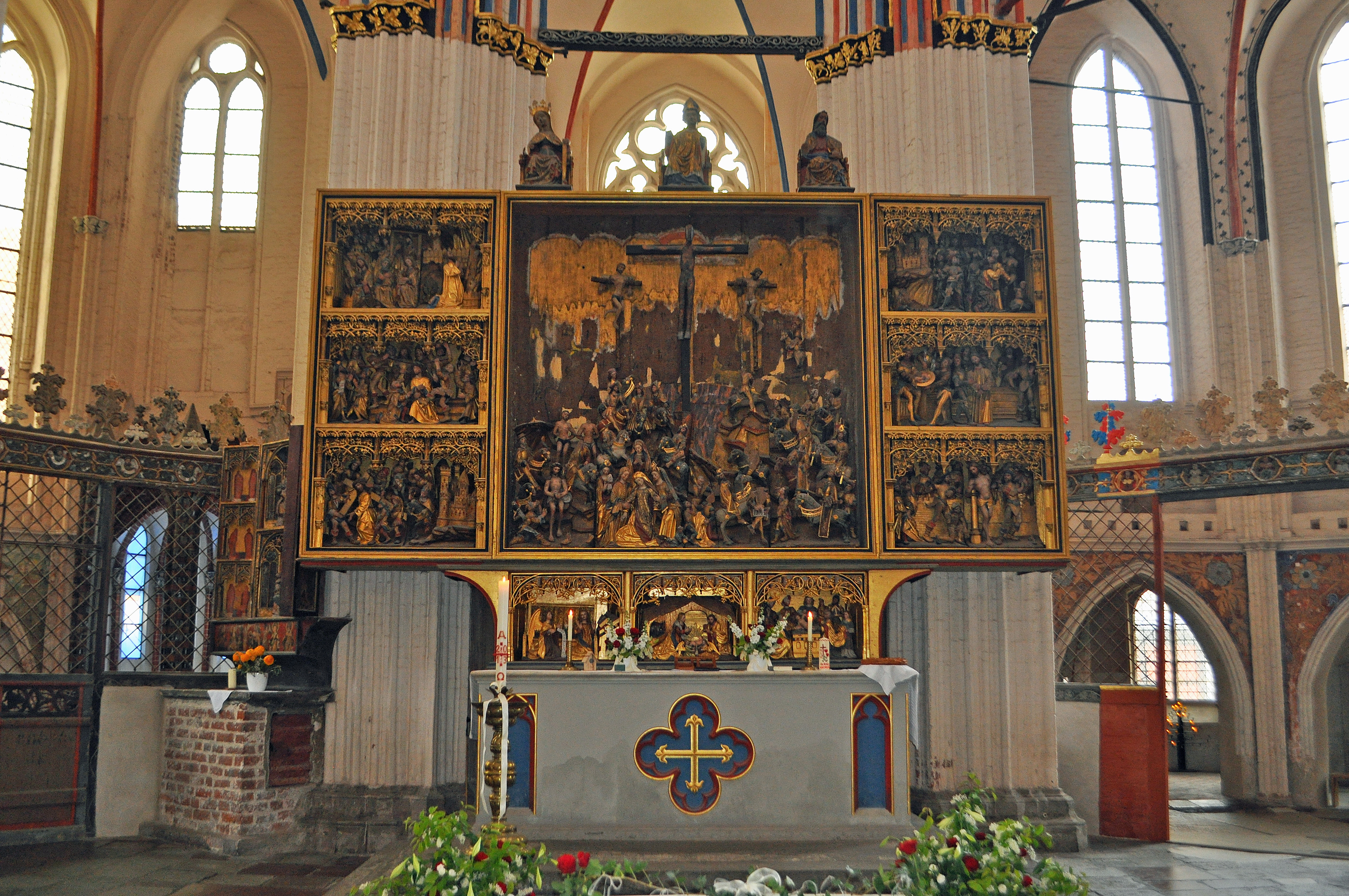
Hoogaltaar

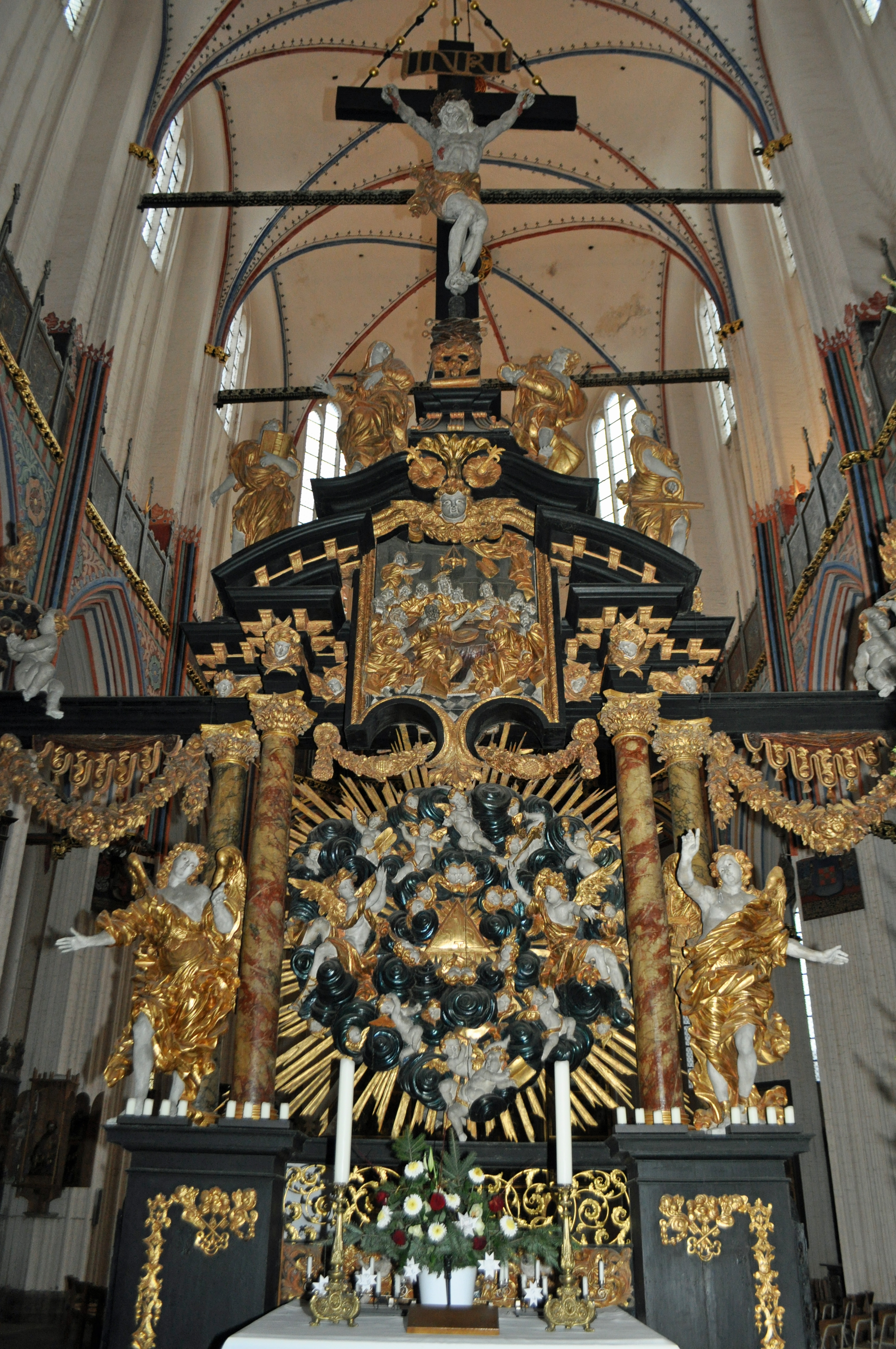
Hoofdaltaar vanuit het westen

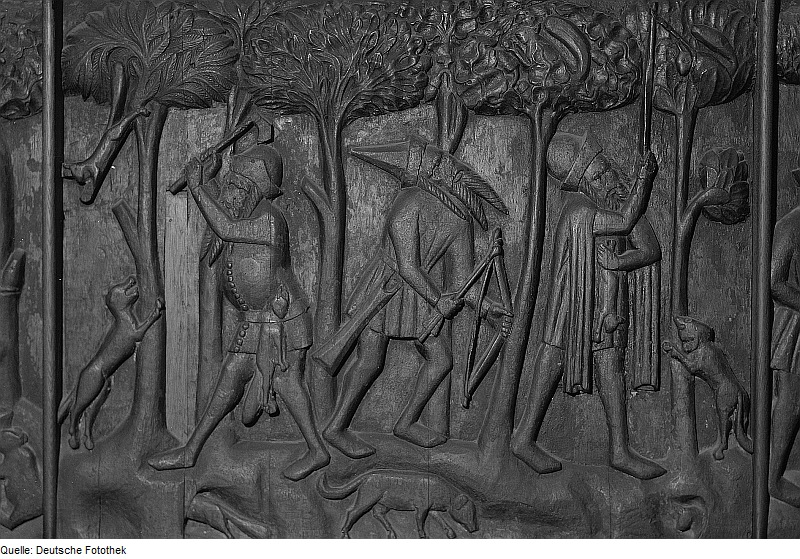
Russische jagers op een tafel van het Rigagestoelte

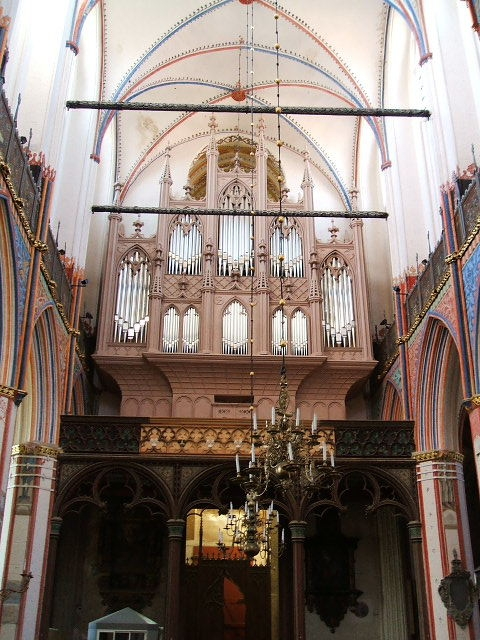
Buchholz-orgel

De Sint-Nicolaaskerk (Nikolaikirche) is de oudste parochiekerk van de hanzestad Stralsund. De kerk draagt het patrocinium van Nicolaas van Myra en werd gewijd in 1276. Sinds 1524 is het een evangelisch-luthers kerkgebouw.

## Geschiedenis
Na de toekenning van stadsrechten aan Stralsund werd in het jaar 1234 begonnen met de bouw van de Nicolaaskerk als een grote hallenkerk met toren. De planning en de bouw in het oudste deel van Stralsund liep synchroon met de planning van het raadhuis aan de Oude Markt. Hieruit kan worden opgemaakt dat de Nicolaaskerk vanaf begin aan bestemd was de raadskerk van de stad te worden. In een raadskerk vonden niet alleen erediensten plaats, maar er werden ook raadszittingen gehouden. Gezantschappen werden er ontvangen, zaken werden er afgehandeld. De archieven van de stad werden er bewaard en verordeningen en voorschriften werden er bekendgemaakt.
De nog niet voltooide Nicolaaskerk werd omstreeks 1270 naar het plan van de Mariakerk te Lübeck tot een basiliek verbouwd. Het koor dat voor de nieuwe basiliek werd opgetrokken, waarvoor het net voltooide koor van de hallenkerk moest worden afgebroken, bestond uit een binnenkoor en een omgang. Om de 5/8 koorafsluiting werden nog vijf kapellen toegevoegd. Delen van de muren van de zijschepen dienden in het vervolg als aanzet van het gewelf. Vanaf het begin was het bouwmateriaal van het kerkgebouw baksteen. In de loop der tijd werden minstens 65 verschillende vormtypen gebruikt.
Met de westelijke toren werd in 1300 begonnen. De toren had in 1314 met 13 meter al de hoogte van het koor bereikt, toen de raad besloot twee torens te bouwen. Tot circa 1350 werd de ruimte tussen het koor en de beide torens met de bouw van het kerkschip afgesloten. De steunberen van de zijbeuken werden naar binnen gebouwd, zodat er tussen de steunberen kapellen konden worden ingericht die ook onmiddellijk van gewelven werden voorzien. Van de beide torens werd de zuidelijke toren het eerst voltooid, waarschijnlijk in de vroege 15e eeuw. Daarna volgde de noordelijke toren. Beide gotische torens waren even hoog.
De rijkdom van de stad Stralsund vertaalde zich in het bijzonder grote aantal altaren in de kerk. In het koor, het kerkschip en tussen de steunberen van de zijschepen bevonden zich maar liefst 56 altaren. Het grootste deel van de altaren werd na de beeldenstorm van 1525 uit de kerk verwijderd. Vanaf de invoering van de reformatie werden de kapellen vooral gebruikt als ruimten waar men voorname burgers begroef.
Bij een brand in het jaar 1662 werden de houten spitsen verwoest. In 1667 werd de zuidelijke toren met de huidige barokke lantaarn bekroond; de noordelijke toren werd afgesloten met een nooddak.
Tijdens de Amerikaanse bombardementen op Stralsund van 6 oktober 1944 werd ook de Nicolaaskerk beschadigd. Het dak en de ramen werden vernietigd. Vanaf 1947 werd de schade aan de kerk hersteld.

## Reformatie
Op 1 juni 1523 preekte de hervormer Christian Ketelhot voor het eerst in de Nicolaaskerk. De stadsraad liet dit oogluikend toe, vooral ook omdat enige raadsleden en ook de burgemeester inmiddels zelf tot de nieuwe leer waren overgegaan. Zowel katholieken als protestanten preekten in dezelfde kerken, maar katholieke priesters en monniken werden op straat in toenemende mate bespot en tijdens de verkondiging werden de prekers vaak openlijk belachelijk gemaakt of gekleineerd. In de herfst van 1524 escaleerde het conflict. De dominicaanse lector Wilhelm Lowe werd zelfs in 1524 van de kansel gesleurd en mishandeld. In 1525 brak de beeldenstorm in de kerk uit, die zich vervolgens verspreidde naar andere kerken in Stralsund. Altaren en heiligdommen werden vernield of gestolen. Daarna liet een meerderheid van de bevolking alsook de raad zich tot de protestantse leer bekeren. Ketelhot behoorde samen met de reformator Kureke tot de eerste protestantse predikanten van de Nicolaaskerk.

## Inrichting

### Hoogaltaar
Het hoogaltaar werd rond 1480 door een beeldhouwatelier uit Stralsund gemaakt. In de laatste oorlog werd het altaar uit de kerk verwijderd om het op een veilige plek te bergen, maar het werd desondanks gedeeltelijk verwoest. In 1948 keerde het beschadigde hoofdaltaar terug naar de Nicolaaskerk. In 1997 werd het nieuwe crucifix van de uit Halberstadt afkomstige kunstenaar Johann Peter Hinz geïnstalleerd. Het centrale deel van het 6,70 brede bij 4,20 meter hoge altaar toont de kruisiging van Christus. De vleugels en het centrale deel zijn voorzien van talrijke figuren van houtsnijwerk en hebben allen betrekking op de passiegeschiedenis. De predella is gewijd aan Christus' geboorte. De beschilderde vleugels werden van het altaar afgenomen en hangen sinds 1992 aan de beide pijlers links en rechts van het altaar. Ze tonen scènes uit het leven van de heilige Anna en Maria, de moeder van Jezus.

### Kleermakersaltaar en andere nevenaltaren
Ooit herbergde de kerk wel 56 altaren. Gilden, maar ook families, hadden er een eigen altaar. Ze bevonden zich verspreid in de hele kerk, vaak ook aan de pilaren. Vele gingen tijdens de beeldenstorm in 1525 verloren. Behouden is het altaar van het Kleermakersgilde dat tegen het einde van de 15e eeuw werd gemaakt en op een bevoorrechte plaats, vlak bij het hoogaltaar, werd opgesteld. Voorts zijn er nog het Burgemeestersaltaar (1510), het altaar van de familie Junge (circa 1430), het Bergenvaardersaltaar (1500), het altaar van de korf- en zadelmakers (1451) en het Olav-altaar (1410). 

### Schlüteraltaar (hoofdaltaar)
Het Schlüteraltaar werd ontworpen door de pruisische hofarchitect Andreas Schlüter, onder meer bekend van de barnsteenkamer. Het hoofdaltaar tussen kerkschip en koor werd op de plaats van het vroegere doksaal opgesteld. De bouwuitvoering vond plaats door de Stralsundse beeldhouwer Thomas Phalert. In 1708 was het werk gereed, maar het duurde nog tot 1733 eer het schilderwerk klaar was; de vergulding werd pas in 1735 aangebracht. In het aan beide zijden bewerkte altaar staat een reliëf met het oog Gods centraal, omgeven van een wolkenkrans met lovende en musicerende engelen en geflankeerd door zuilenparen met daarvoor staande engelen. Daarboven bevindt zich een voorstelling van het Laatste Avondmaal. Het pronkvolle altaar wordt bekroond met een monumentale kruisigingsgroep en beelden die hoop en geloof symboliseren. De hekken met putti en guirlandes aan weerszijden van het altaar zijn uit 1707-1708..

### Anna te Drieën
In de noordelijk kooromgang bevindt zich een monumentaal beeld van Anna te Drieën. Het beeld stamt uit de tijd voor 1270. Het beeld toont nog resten van de oorspronkelijke beschildering en behoort tot de vroegste beelden van Anna-te-Drieën in het Oostzeegebied.  

### Astronomisch uurwerk
Achter het hoogaltaar bevindt zich het astronomisch uurwerk, dat in 1394 door Nikolaus Lilienfeld werd voltooid. Het uurwerk hoort bij een hele reeks monumentale uurwerken, die sinds de 14e eeuw in de kerken van verschillende steden van het Hanzeverbond werden opgesteld. Het betreft een raderuurwerk met mechanisch echappement. Naast de dag- en nachttijden zijn de standen van de zon, maan en vaste sterren af te lezen. Waarschijnlijk werd in het onderste deel een nooit uitgevoerd calendarium gepland.

### Gestoelte van de Rigavaarders
Van het gestoelte van de handelslieden die op Riga voeren zijn vier unieke reliëfs van eikenhout uit 1420 overgebleven. De tafels hoorden ooit bij het gestoelte van een van de 56 altaren die de kerk rijk was. Na de afbraak van het altaar werden de reliëfs in een kerkbank verwerkt, tot ze in 1840 werden herontdekt. Meestal bevatten dergelijke reliëfs religieuze voorstellingen, maar op de overgebleven resten van het gestoelte van de Rigavaarders zijn louter profane thema's te zien. Drie van de vier reliëfs tonen Russen, die in hun karakteristieke dracht en lange baarden op pelsdierjacht zijn en honing en hars oogsten (producten die vanuit Riga werden getransporteerd naar Stralsund). De vierde tafel toont de verhandeling van deze producten door Russen aan een Stralsundse koopman.

## Orgels
De Nicolaaskerk bezit twee grote en twee kleine orgels:
- Het grote orgel werd in 1841 door Carl August Buchholz gebouwd en heeft 56 registers, drie klavieren en pedaal. Het is tegenwoordig het grootst gebouwde orgel in Duitsland uit de periode 1800-1850. In de jaren 2003-2006 werd het orgel door de orgelbouwfirma's Wegscheider (Dresden) en Klais (Bonn) gerestaureerd en in de oorspronkelijke staat teruggebracht.
- Het koororgel van de Nicolaaskerk tussen het zuidelijke zijschip en de kooromgang werd in 1986 door de orgelbouwer Schuke uit Potsdam gebouwd. Het sleepladeninstrument met mechanische tractuur bezit 22 registers verdeeld over twee manualen en pedaal.
- Naast de beide orgels in de Nicolaaskerk staan de gemeente nog twee kleinere orgels ter beschikking. In het gemeentecentrum staat een positief van de firma Jehmlich met vier registers, één klavier en een aangehangen pedaal. In de kinderkerk bevindt zich sinds 2010 een positief uit 1965 van de firma Reinhard Schmeißer uit Rochlitz.

## Beschildering
In 1891 werden voor het eerst pogingen ondernomen om de middeleeuwse kleurstelling van de kerk te vernieuwen. Gevonden resten in de buurt van het orgel werden als voorbeeld gebruikt. De Berlijnse schilder August Grimmer bracht de bladdecoratie in de arcaden van het hoogkoor aan. Het kerkschip, de zijschepen en torenkapellen werden door de gebroeders Linnemann uit Frankfurt am Main beschilderd. Vanaf 1980 volgde na grondig onderzoek de restauratie van de middeleeuwse kleurzetting.